# Йоганнес Габекост
Йоганнес Габекост (нім. Johannes Habekost; 3 лютого 1907, Шпандау — 11 березня 1941, Балтійське море) — німецький офіцер-підводник, капітан-лейтенант крігсмаріне.

## Біографія
В 1931 році вступив на флот. З 8 листопада 1938 року — командир підводного човна U-31, на якому здійснив 5 походів (разом 86 днів у морі). 11 березня 1940 року U-31 був потоплений британським легким бомбардувальником «Блейхейм» у бухті Ядебузен під час ходових випробувань. Всі 58 членів екіпажу загинули.
Всього за час бойових дій потопив 10 кораблів загальною водотоннажністю 18 122 тонни і пошкодив 1 корабель водотоннажністю 33 950 тонн.
| Дата            | Назва корабля                       | Тип               | Тоннаж | Вантаж | Екіпаж | Загинули | Країна             |
| --------------- | ----------------------------------- | ----------------- | ------ | --- | ------ | -------- | ------------------ |
| 16 вересня 1939 | Aviemore                            | Торговий пароплав | 4,060  | 5105 тонн блях | 34     | 23       | Британська імперія |
| 24 вересня 1939 | Hazelside                           | Торговий пароплав | 4,646  | Ліс, жом і пшениця                                                                                                   | 34     | 11       | Британська імперія |
| 1 грудня 1939   | Arcturus                            | Торговий пароплав | 1,277  | Генеральні вантажі, включаючи чай, газові плити, сталевий дріт, картонні папки і щоденники, чоботи, взуття і техніку | 17     | 9        | Норвегія           |
| 3 грудня 1939   | Ove Toft                            | Торговий пароплав | 2,135  | Вугілля | 21     | 6        | Данія              |
| 4 грудня 1939   | Gimle                               | Торговий пароплав | 1,271  | Кокосові горіхи | 19     | 3        | Норвегія           |
| 4 грудня 1939   | HMS Nelson (28) (пошкоджений міною) | Лінкор            | 33,950 | | ?      | 0        | Британська імперія |
| 4 грудня 1939   | Primula                             | Торговий пароплав | 1,024  | Баласт | 15     | 8        | Норвегія           |
| 6 грудня 1939   | Agu                                 | Торговий пароплав | 1,575  | Вугілля | 18     | 18       | Естонія            |
| 6 грудня 1939   | Vinga                               | Торговий пароплав | 1,974  | Вугілля | 22     | 0        | Швеція             |
| 23 грудня 1939  | HMS Glen Albyn (підірвався на міні) | Мінний тральщик   | 82     | | ?      | ?        | Британська імперія |
| 23 грудня 1939  | HMS Promotive (підірвався на міні)  | Мінний тральщик   | 78     | | ?      | ?        | Британська імперія |

## Звання
- Лейтенант-цур-зее (1 квітня 1935)
- Оберлейтенант-цур-зее (1 січня 1937)
- Капітан-лейтенант (1 серпня 1938)

## Нагороди
- Медаль «За вислугу років у Вермахті» 4-го класу (4 роки)